# Trichocentrum lanceanum
Trichocentrum lanceanum là một loài lan được tìm thấy ở Trinidad đến miền nam tropical America.

## Hình ảnh

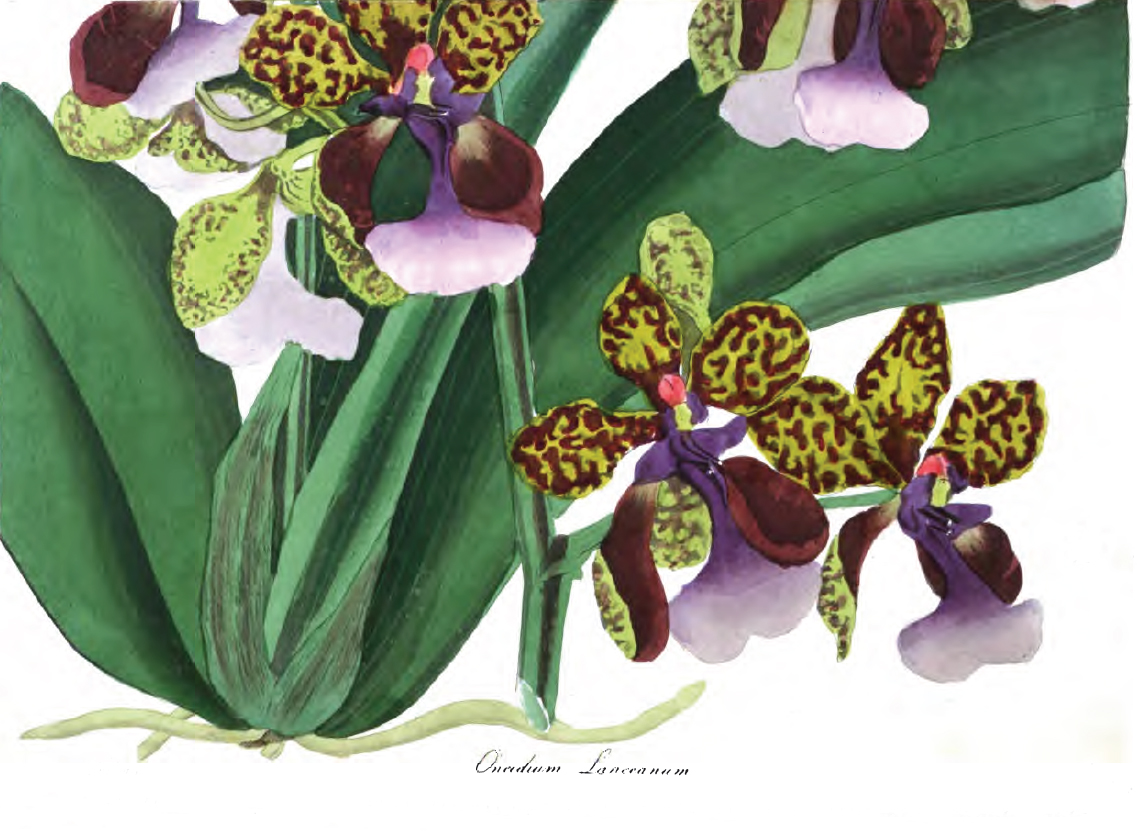
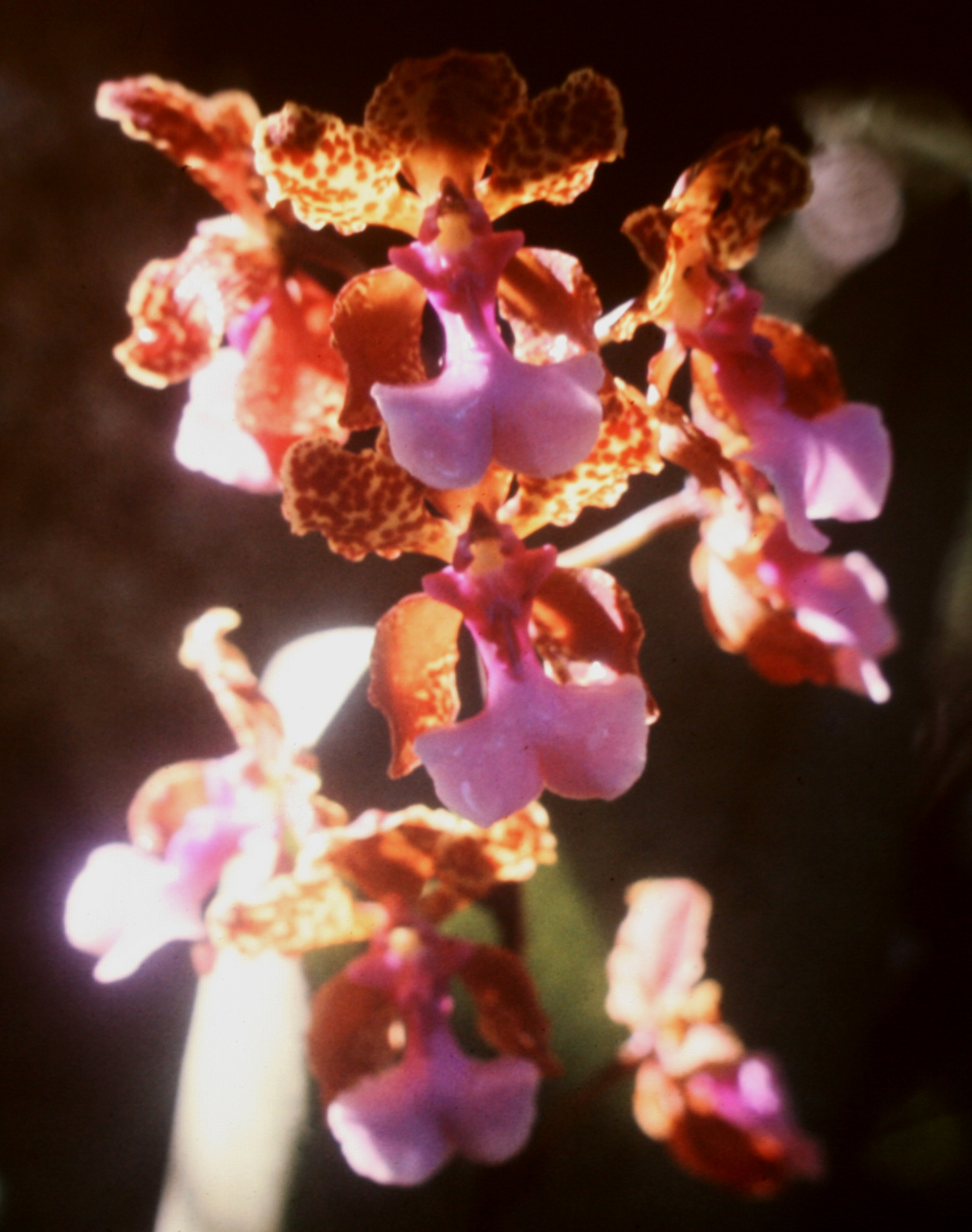
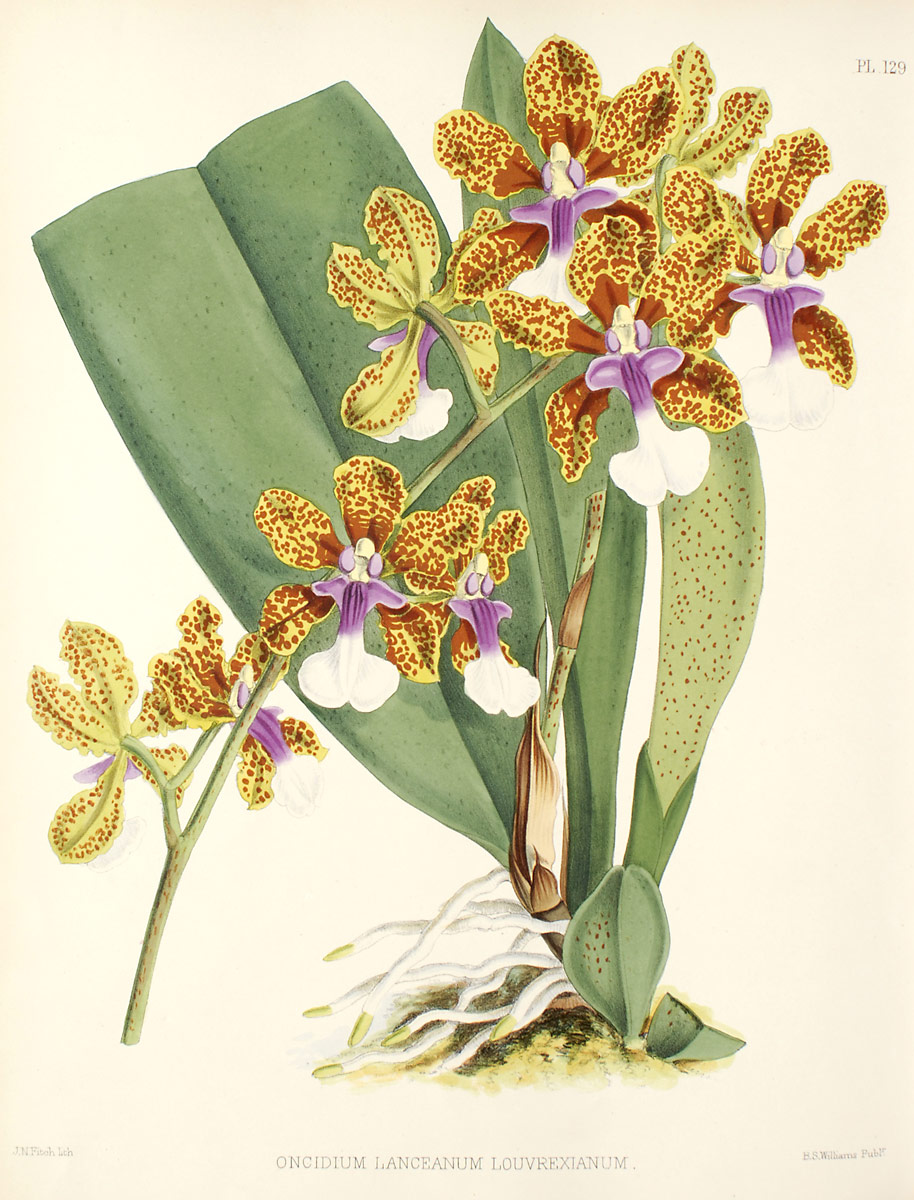

- Tập tin:Oncidium lanceanum. Flora Brasiliensis 3-6-84.jpg